# Det mörka arvet
Det mörka arvet (The wood beyond) är en kriminalroman från 1996 av Reginald Hill och den 14:e boken om Pascoe/Dalziel.